# Filaret (Zvěrěv)
Filaret (světským jménem: Jurij Olegovyč Zvěrěv; * 10. května 1971, Stachanov) je ukrajinský duchovní Ukrajinské pravoslavné církve Moskevského patriarchátu, arcibiskup a metropolita novokachovský a heničeský.

## Život
Narodil se 10. května 1971 v Stachanově (dnes Kadijivka).
Po střední škole nastoupil na Poltavský zdravotnický stomatologický institut. Od roku 1972 sloužil v katedrálním chrámu v Poltavě.
Dne 22. ledna 1995 jej arcibiskup poltavský a kremenčucký Feodosij (Dykun) rukopoložil na diákona a 15. února na jereje.
Do roku 1992 přednášel na Ukrajinské stomatologické akademii.
Roku 1996 se stal duchovním monastýru Povýšení svatého Kříže v Poltavě.
Roku 1999 dokončil Kyjevský duchovní seminář.
Od roku 2000 byl přestaveným chrámu svatého Pantelejmona v Poltavě, zde působil dva roky. Od stejného roku přednášel na Poltavském duchovním učilišti.
Roku 2002 se stal představeným chrámu eparchiální správy a tiskovým sekretářem. Roku 2003 byl jmenován sekretářem eparchiální rady.
Dne 24. ledna 2007 se stal členem Komise pro kanonizaci svatých Svatého synodu Ukrajinské pravoslavné církve a 29. března 2007 předsedou liturgicko-bohoslužebné komise.
Dne 30. března 2007 byl postřižen na monacha se jménem Filaret na počest svatého Filareta Moskevského.
Dne 11. dubna 2007 byl jmenován prorektorem Poltavského duchovního semináře.
Dne 29. května 2007 byl povýšen na igumena.
Od 1. prosince 2007 byl sekretářem eparchie.
Dne 3. května 2008 byl povýšen na archimandritu.
Roku 2008 dokončil Užhorodskou bohosloveckou akademii.
Dne 10. února 2011 jej Svatý synod Ukrajinské pravoslavné církve zvolil biskupem novokachovským a heničeským. Následující den byl oficiálně jmenován biskupem a 12. února proběhla jeho biskupská chirotonie. Hlavním světitelem byl metropolita kyjevský a celé Ukrajiny Volodymyr (Sabodan).
Dne 1. dubna 2015 se stal členem Církevního soudu UPC.
Dne 28. července 2017 byl povýšen na arcibiskupa a 17. srpna 2020 na metropolitu.